# Candida tropicalis
Candida tropicalis é uma espécie de fungo pertencente ao gênero Candida e a ordem Saccharomycetales. Ao lado de outro membros do gênero, é oportunista, causadora da candidíase.
A Candida tropicalis é por vezes usada como modelo em pesquisas genéticas e medicinais.